# Аккайын (Саркандский район)
Аккайын (каз. Аққайың, до 200? г. — Ленинка) — село в Саркандском районе Жетысуской области Казахстана. Входит в состав Черкасского сельского округа. Код КАТО — 196057300.

## Население
В 1999 году население села составляло 381 человек (202 мужчины и 179 женщин). По данным переписи 2009 года, в селе проживали 292 человека (143 мужчины и 149 женщин).